# Biel Ràfols Perramon
Biel Ràfols Perramon (Barcelona, 7 d'agost de 1987) és un orientador i corredor de curses d'orientació.

## Carrera
Llicenciat en Ciències de l'Activitat Física i l'Esport per l'INEFC (2010), és membre del Club Orientació Catalunya. Destacà en categories inferiors i guanyà el Campionat d'Espanya de totes les categories des de catorze anys fins a sènior. L'any 2002 es convertí en el campió de Catalunya absolut de curses d'orientació més jove, títol que repetí setze vegades més fins al 2013. L'any 2010 fou escollit millor esportista català universitari, havent participat en dos Campionats del Món universitaris. Ha estat campió d'Espanya de relleus en sis ocasions, els anys 2006, 2007, 2008, 2010, 2011 i 2012; de mitjana distància el 2010; i de marató-orientació el 2009, 2010 i 2012. Ha format part de les seleccions nacional i estatal des del 2003, havent disputat quatre Campionats del Món en categoria júnior. Aconseguí quatre vegades el títol de campió d'Espanya de rogaine, i ha participat en sis Mundials en categoria sènior, en els quals, el 2009, aconseguí el millor resultat de la història de la selecció espanyola d'orientació, i la quinzena posició en la prova de relleus. El 2017 fou designat Director de Comunicació de la Federació Espanyola d'Orientació. També és Manager del Team Salomon España. Des del 2013 és assistent personal i home de confiança de l'atleta Núria Picas, dues vegades campiona de la Copa del Món d'Ultra Trails.